# 水戸地方気象台
水戸地方気象台（みとちほうきしょうだい）は、茨城県水戸市にある地方気象台。東京管区気象台の管内地方気象台の1つ。

## 沿革
- 1887年8月3日：勅令第41号及び内務省告示第4号により測候所の設立を水戸に指定 (1891年に那珂郡湊町に変更され1895年に再び水戸に改定)[1]
- 1896年12月16日：現在地に庁舎を竣工し水戸測候所として開所
- 1897年1月1日：定時観測を開始（1日6回）
- 1898年4月1日：天気予報を開始
- 1935年8月1日：庁舎を改築（現・堀口庁舎）
- 1957年9月1日：水戸測候所が水戸地方気象台に昇格
- 2001年1月6日：省庁再編に伴い気象庁は国土交通省の外局となる
- 2013年3月27日：現庁舎を竣工
- 2022年：建物がDOCOMOMO JAPAN選定 日本におけるモダン・ムーブメントの建築に選定される[2]

## 所在地
- 〒310-0066
- 茨城県水戸市金町 1-4-6[3]

## 天気予報区分
茨城県北部
- 県央地域 - 水戸市、笠間市、小美玉市、茨城町、大洗町、城里町
- 県北地域 - 日立市、常陸太田市、高萩市、北茨城市、ひたちなか市、常陸大宮市、那珂市、東海村、大子町

茨城県南部
- 鹿行地域 - 鹿嶋市、潮来市、神栖市、行方市、鉾田市
- 県南地域 - 土浦市、石岡市、龍ケ崎市、取手市、牛久市、つくば市、守谷市、稲敷市、かすみがうら市、つくばみらい市、美浦村、阿見町、河内町、利根町、
- 県西地域 - 古河市、結城市、下妻市、常総市、筑西市、坂東市、桜川市、八千代町、五霞町、境町